# Zespół lipodystrofii HIV
Zespół lipodystrofii HIV (LD-HIV, ang. HIV-related Lipodystrophy) – zespół zaburzeń metabolicznych i zmian budowy ciała u pacjentów z HIV, rozwijający się pod wpływem terapii antyretrowirusowej.

## Objawy kliniczne i przebieg
Najczęściej stwierdza się zanik podskórnej tkanki tłuszczowej (lipoatrofię) twarzy, pośladków i kończyn, hipertrofię tkanki tłuszczowej trzewnej, brzucha i karku. U kobiet może wystąpić bolesny rozrost gruczołów sutkowych. Tkanka tłuszczowa nadmiernie gromadzi się w mięśniach i wątrobie. Z objawów podmiotowych mogą wystąpić rozpierające bóle brzucha i uczucie pełności. Mogą pojawić się także zaburzenia metabolizmu.

## Etiologia
Początkowo uważano, że lipodystrofia stanowi skutek uboczny przyjmowania inhibitorów proteazy, obecnie istnieją przypuszczenia, że głównym czynnikiem wywołującym są nukleozydowe inhibitory odwrotnej transkryptazy (NRTI). Przypuszczalnie dochodzi do interakcji między lekami antyretrowirusowymi a odbudową układu odpornościowego pacjenta. Największe ryzyko zaburzeń dotyczy pacjentów leczonych rytonawirem (RTV), znikome ryzyko występuje u pacjentów poddanych terapii sakwinawirem (SQV). Nie dotyczy chorych przyjmujących atazanawir (ATV).

## Historia
Zespół lipodystrofii u pacjentów z AIDS opisano w 1998 roku.

## Rozpoznanie
Opiera się na badaniu przedmiotowym. Do tej pory nie ustalono kryteriów LD-HIV.

## Leczenie
Obecnie lekarze wiedzą, które leki wywołują lipodystrofię, przez co, w przypadku jej pojawienia się, mogą zmienić je na inne. Większość obecnie używanych leków nie wywołuje lipodystrofii. W ekstremalnych przypadkach przeprowadza się operację usunięcia tkanki tłuszczowej.